# Нідерландська мова
Нідерла́ндська мо́ва (de Nederlandse taal, het Nederlands) — західногерманська мова, яка належить до германської гілки індо-європейської мовної сім'ї.
Є третьою найпоширенішою германською мовою, після англійської та німецької. Близько 25 млн осіб послуговуються нею як рідною, і ще 5 млн — як другою мовою.
Поширена здебільшого в землях, які належать Королівству Нідерландів (власне Нідерланди (разом з островами Саба, Сінт-Естатіус і Бонайре), Кюрасао, Сінт-Мартен й Аруба), у двох із трьох бельгійських земель — Фландрії та Брюсселі; у Суринамі, на півночі Франції та в Індонезії.
Статус і царина вжитку нідерландської мови на зазначених землях неоднакові. Так, у власне Нідерландах мовою спілкуються на всіх рівнях, від побутового до службового — зокрема й у церкві. Мешканці нідерландської провінції Фрисландії мають право спілкуватись із місцевою та провінційною владою ще й фризькою мовою.
На Нідерландських Антильських островах і Арубі нідерландська вживається передусім як мова службова й навчальна. У побуті нідерландські антильці розмовляють найчастіше англійською (на півночі) та мовою пап'яменто (на півдні й Арубі).
У Фландрії нідерландська мова єдина службова, у Брюсселі вона править за одну з двох службових мов нарівні з французькою.
Мешканці півночі Франції (відомої як Французька Фландрія), як і Брюсселя, первісно розмовляли в побуті місцевими нідерландськими говірками. У XVII столітті, за Людовика XIV, ці землі відійшли до Франції, і французька мова стала тут за службову. Після Французької революції 1789 року нідерландські говірки стали діяльно витискати й з побутового вжитку, і тамтешня людність згодом пофранцузилась. Тільки дещиця літніх людей розмовляє там тепер місцевою нідерландською говіркою в побуті щодня — здебільшого навколо Дюнкерка. У Франції нідерландська мова не має жодного статусу на жодному рівні влади.
У Суринамі, який належав до Королівства Нідерландів до 1975 року, нідерландська мова править за службову та навчальну мову. Частина суринамців має її за рідну й розмовляє нею щодня в побуті.
В Індонезії нідерландську мову знають передусім люди, які здобули освіту до того, як країна здобула незалежність від Нідерландів. Нідерландська мова не має службового статусу в Індонезії.

## Назва
Історично для позначення цієї мови використовували одночасно 2 назви: нідерла́ндська мова (Nederlands, Nederlandse taal) та голла́ндська мова (Hollands, Hollandse taal).
Але 2020 року влада Нідерландів відмовилася від використання назви «Голландія» на користь сучасної назви. Відмова передбачала також припинення використання терміна «голландська мова».
У Бельгії також поширена назва флама́ндська мова (Vlaams, Vlaamse taal), однак вона вважається розмовною та у офіційних документах не використовується.
В англійській мові побутує назва Dutch, яку не варто плутати з назвою данської мови (англ. Danish).

## Історія
Точну дату виникнення нідерландської мови встановити досить складно, проте більшість лінгвістів називає часовий проміжок між 500 р. і 700 р. н. е. як імовірний початок самостійного розвитку мови після виокремлення з протогерманської мови.
За найдавнішу писемну пам'ятку нідерландської мови вважають вірш, що його написав чернець із Західної Фландрії приблизно в 1100 році (див. зображення [недоступне посилання з липня 2019]). Текст вірша містить три рядки, два останні з них римуються:
hebban olla vogala nestas hagunnan 

hinase hi(c) (e)nda thu 

uu(at) unbida(n) (uu)e nu
Переклад українською:

Усі птахи стали звивати собі гнізда

Окрім нас із тобою.

Чого ми тепер чекаємо?
Нідерландська мова пройшла 3 основні етапи у своєму історичному розвитку: 

1. Давньонідерландська мова (500—1150). У цей період формуються головні фонетичні, морфологічні та синтаксичні особливості нідерландської мови, з'являються перші письмові пам'ятки.

2. Середньонідерландська мова (1150—1500). Для цього періоду характерними є такі особливості: формується граматична структура мови (система відмінків, форми дієслів, заперечення тощо), утверджується порядок слів. На розвитку нідерландської мови у цей час позначаються латина та французька мова. З'являються перші словники нідерландської мови.

3. Теперішня нідерландська мова (бл. 1500 і дотепер) — дальша стандартизація мови.
Процес стандартизації нідерландської мови було розпочато в період Середньовіччя. Найвпливовішими в розвитку мови на той час були діалекти Фландрії та Брабанту. Пізніше, у XVI сторіччі, вагомішу роль відігравав міський діалект Антверпена. Після здобуття Антверпена іспанцями у 1585 році багато мешканців міста мусили втекти до північних провінцій Нідерландів, зокрема до Голландії, переносячи з собою особливості мови цим сприяючи її уніфікації. Важливою подією в розвитку нідерландської мови став перший переклад Біблії у 1637 році; текст перекладу ґрунтувався на голландському діалекті.

## Діалекти
Діалекти нідерландської мови зазвичай поділяють на 2 групи: нижньосаксонські і франконські діалекти. 

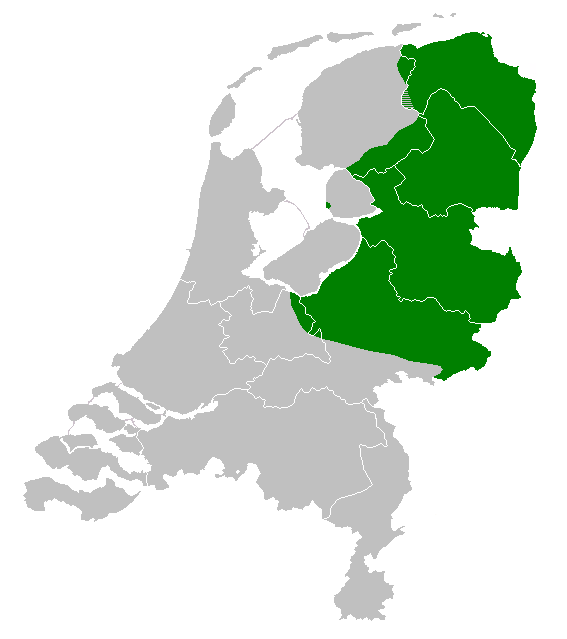
Нижньосаксонські діалекти в Нідерландах

Нижньосаксонські діалекти поширені на півночі Нідерландів: на території, північнішій від лінії, яка з'єднує озеро Ейсселмеер з німецьким кордоном та проходить через місто Арнем. Цими діалектами говорять у провінціях Гронінген, Дренте та Оверейссел. Ці діалекти ближчі до нижньонімецької мови, ніж до франконської групи діалектів нідерландської. Для нижньосаксонських діалектів, зокрема, характерне збереження вимови літери n у кінці багатоскладових слів, а для норми нідерландської мови характерно опускати цей звук в усному мовленні.
Франконські діалекти посідають найважливіше місце в розвитку нідерландської мови та налічують такі діалекти:

1) голландський — поширений у провінціях Північна та Південна Голландія та Утрехт. Водночас міські діалекти Амстердама, Гааги та Утрехта істотно відрізняються навіть у межах однієї діалектної групи;

2) брабантський — поширений у Північному Брабанті (головне місто — Гертогенбос), Антверпені, Фламандському Брабанті та Східній Фландрії.

3) лімбурзький — нідерландська провінція Лімбург (столиця — місто Маастрихт) та бельгійський Лімбург (столиця — місто Гасселт);

4) діалекти Зеландії та Західної Фландрії.
Теперішня нідерландська мова базується головним чином на голландському діалекті зі значним впливом брабантського діалекту.
Африкаанс та фризьку мову часто помилково вважають діалектами нідерландської мови, проте більшість теперішніх лінгвістів визнає їх за самостійні мови. Фризька мова поширена в провінції Фрисландія на північному заході Нідерландів і має статус офіційної мови. Африкаанс походить від нідерландської, проте розвинулася в самостійну мову й має статус однієї з державних мов у Південно-Африканській Республіці.

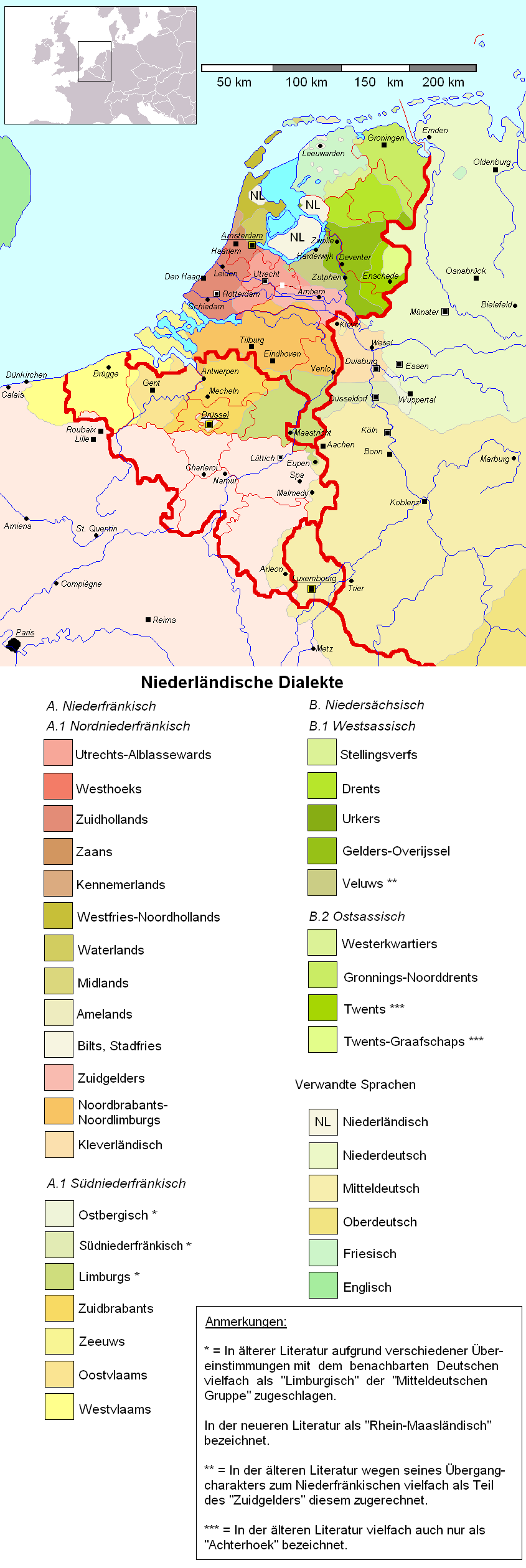
Нідерландські діалекти та їхні кордони на Заході (Французька Фландрія) та на сході (Нижній Рейн)

## Орфографія
Нідерландська мова використовує латинський алфавіт. У корінних словах не використовуються літери q, x, y. Для нідерландської мови характерна велика кількість диграфів: ch, ng, eu, ie, ij, ei, ou, oe, ui. На відміну від решти диграф ij виступає переважно як окрема самостійна літера.
Для нідерландського правопису багато важить довгість голосних. Короткі голосні позначаються однією літерою у закритому складі, наприклад, реn 'перо'. Довгі голосні позначаються одною голосною у відкритому складі (наприклад, spelen 'грати') та подвоєнням голосної літери у закритому складі: oog 'вухо'.
При зміні слова дотримується правило збереження довгості голосного: якщо голосна в корінному слові довга, то при зміні слова цю довгість треба передати за допомогою правопису, наприклад: zaak (справа, однина) — zaken (справи, множина), zak (кишеня, однина) — zakken (кишені, множина). Винятком з цього правила є позначення довгого e в кінці слова диграфом ее: zee 'море', twee 'два'.

## Регулювання
Розвиток нідерландської мови регулюється міжнародною організацією під назвою «Нідерландська мовна спілка» (нід. Nederlandse Taalunie), яку було створено згідно з міжурядовою угодою між Королівством Бельгія та Королівством Нідерланди 9 вересня 1980 року. До цілей Нідерландської мовної спілки входить співпраця задля регулювання норм правопису, впровадження освітніх програм та міжнародного поширення нідерландської мови.

## Приклад
«Заповіт» Т. Шевченка нідерландською мовою (переклав Фреарк Дам).
| TESTAMENT Als 'k dood ga, wil ik rusten: In Oekraïens grond, Mijn graf hoog op een heuvel: Ziet heel de steppe rond. Vandaar zal ik aanschouwen: Al wat mij dierbaar was, De heuvels en de dalen: De bomen en het gras. En steeds zal ik weer horen: Het brullen der rivier — : Totdat de trouwe Dnjepr: In golven breed en fier: Des vijands bloed in stromen: Wegvoert voorgoed naar zee. Dan zal ik afscheid nemen, Verhoord is dan mijn beê. Dan zal ik God aanbidden: En danken voor altijd, Omdat mijn Oekraïne: Voor immer werd bevrijd. Als allen één zijn, broeders, In waarheid sterk en vrij, Denk dan, met simple woorden, O dan, denk dan aan mij! |

(Джерело: Т. Г. Шевченко, Заповіт мовами народів світу. — Київ: Наукова думка, 1989)